# Lee Fu-An
Lee Fu-An (né le 4 juin 1964) est un athlète taïwanais, spécialiste des épreuves combinées.

## Biographie
Il remporte la médaille d'or du décathlon lors des championnats d'Asie de 1983 et 1989. 

### Palmarès
| Date | Compétition             | Lieu      | Résultat | Épreuve   | Performance |
| ---- | ----------------------- | --------- | -------- | --------- | ----------- |
| 1983 | Jeux de l'Asie de l'Est | Shanghai  | 3e       | Décathlon | 7 678 pts   |
| 1983 | Championnats d'Asie     | Koweït    | 1er      | Décathlon | 7 641 pts   |
| 1985 | Championnats d'Asie     | Djakarta  | 2e       | Décathlon | 7 469 pts   |
| 1987 | Championnats d'Asie     | Singapour | 3e       | Décathlon | 7 515 pts   |
| 1989 | Championnats d'Asie     | New Delhi | 1er      | Décathlon | 7 703 pts   |

### Records
| Épreuve   | Performance | Lieu | Date |
| --------- | ----------- | ---- | ---- |
| Décathlon | 7 739 pts   |      | 1988 |